# Quercus lanata
Quercus lanata és un tipus de roure que pertany a la família de les fagàcies i està dins de la secció dels roures blancs.

## Descripció
És un arbre perennifoli que pot arribar a fer 30 m d'alçada, però habitualment creixen entre 4-18 m. El tronc està torsionat. L'escorça és gruixuda de color gris-marró cendra lenticel·lat, exfoliació en làmines fines. Els brots joves densament pubescent, convertint-se en part fina. Les fulles fan 10-22 per 3-9 cm, oblongues ovalades, dues o tres vegades més llarg que ample, glabres. La cara superior de les fulles són rígides, aspres; i tomentoses i blanc oxidat per sota. De vegades només al llarg de les venes; marges sencer o lleugerament dentat en la meitat apical. L'àpex és obtús, més o menys acuminat, base arrodonida o àmpliament cònica, amb 14-17 parells de venes paral·leles. El pecíol fa entre 6 a 25 mm, de color gris marró tomentós, convertint glabres. Fa unes inflorescències pistilades d'entre 4 a 14 cm de llarg, al juny i juliol.
Les glans fan entre 1,1 a 1,8 cm de llarg, 0,9 a 1,2 cm d'ample; ovoides, mucronades, glabres. Les glans van individualment o en parelles i estan tancades 1/3 a 1/2 de tassa, tassa sèssils, 1 cm de diàmetre, amb escates petites, triangulars, adpreses. Maduren entre 1 o 2 anys.

## Distribució
L'àrea de creixement natural de Quercus lanata és a l'Himàlaia: (Índia, Myanmar, Xina, Nepal, Vietnam, Borneo i al nord de Pakistan); entre els 1300 i els 3000 m.

## Taxonomia
Quercus lanata va ser descrita per James Edward Smith i publicat a The Cyclopaedia; or, universial dictionary of arts,. .. 29: Quercus no. 27. 1819.
Etimologia
Quercus: nom genèric del llatí que designav igualment al roure i a l'alzina.
lanata: epítet llatí que significa "amb llana".
Varietat acceptada
- Quercus lanata subsp. leiocarpa (A.Camus) Menitsky

Sinonímia
- Quercus banga Buch.-Ham. ex D.Don
- Quercus banga Ham. ex Hook.f.
- Quercus lanata subsp. lanata
- Quercus lanuginosa D.Don
- Quercus nepaulensis Desf.[3][4]